# Normschrift

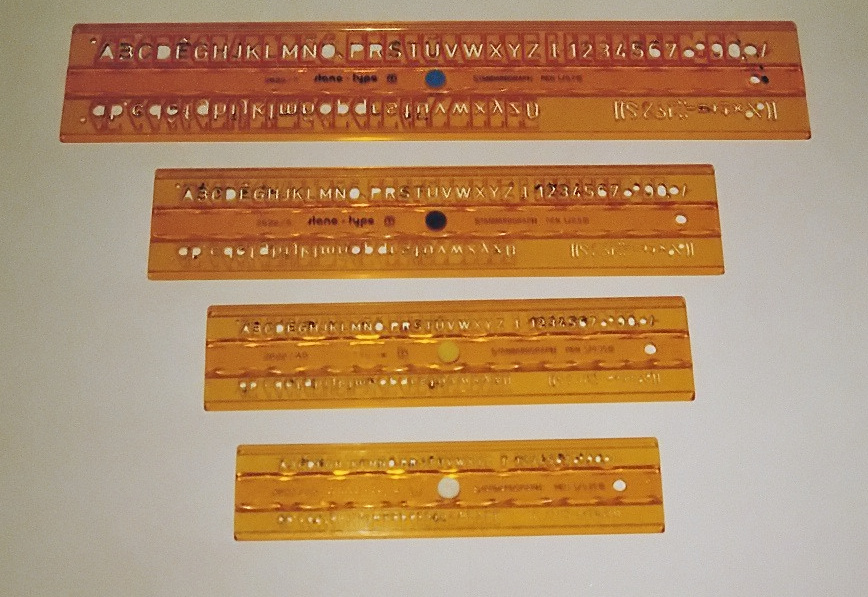
Schriftschablone für Normschrift

Eine Normschrift ist eine zur Verwendung in einem bestimmten Anwendungsgebiet, z. B. technischen Zeichnungen, standardisierte (genormte) Schrift. Je nach Anwendungsgebiet, Zuständigkeitsbereich, Zeitraum, Version der Norm etc. kann es sich dabei um unterschiedliche Schriftarten handeln.

## Technische Zeichnungen
Seit November 2000 ersetzt in Deutschland die nach EN ISO 3098 genormte Schriftart (als nationale Übernahme DIN EN ISO 3098) die ältere DIN 6776-1 für technische Zeichnungen. In Österreich ist die Norm als ÖNORM EN ISO 3098 eingeführt, in der Schweiz als SN EN ISO 3098.
Jene Normschrift nach DIN 6776 (ISO 3098) löste ab Ende der 1970er Jahre nach und nach die bisherige Normschrift nach DIN 16 und DIN 17 (in der DDR: TGL 0-16 und TGL 0-17) ab.
DIN 16 und DIN 17 basierten wiederum auf der Schriftempfehlung der Preußischen Eisenbahnverwaltung nach Musterzeichnung IV 44. Letztere fand später auch ihren Weg in die Normung als Verkehrsschrift (DIN 1451).

### Eigenschaften der Schrift nachISO 3098
Die neue Schrift nach ISO 3098 hat keine im spitzen Winkel zusammenlaufenden Linien und eignet sich daher besser für die Mikroverfilmung. Sie war nahezu identisch auch in der DDR unter TGL 31034 genormt.
Die Schrift nach ISO 3098 gibt es sowohl in der geraden, als auch in einer um 15° schräg gestellten Form.
Es sind drei genormte Größen von Groß- und Kleinbuchstaben und Strichstärke mit folgenden Werten gebräuchlich. Weitere Schriftgrößen entsprechen jeweils der 10-fachen Linienstärke, wobei die Schriftgröße hier abweichend von den üblichen Regeln der Typografie nach der Versalhöhe benannt ist. Innerhalb einer Zeichnung werden immer nur 3 aufeinanderfolgende Schriftgrößen verwendet. Die kleinsten gefertigten Schriftschablonen waren für 1,3-mm-Schrift (0,13 mm Strichstärke) gefertigt.
- Strichstärke 0,25 mm:
  - Schriftgröße h 2,5 mm
  - Höhe der Kleinbuchstaben 7/10 h (1,75 mm)
- Strichstärke 0,5 mm:
  - Schriftgröße h 5 mm
  - Höhe der Kleinbuchstaben 7/10 h (3,5 mm)
- Strichstärke 0,7 mm:
  - Schriftgröße h 7 mm
  - Höhe der Kleinbuchstaben 7/10 h (4,9 mm)

Die Zeilen, in denen in Normschrift geschrieben wird, bestehen aus einer Ober- und Unterzeile für die Großbuchstaben sowie einer Mittelzeile für die Kleinbuchstaben.

### Heutige Bedeutung händischen Beschriftens
In der heutigen Zeit, in der viele technische Zeichnungen mit dem Computer erstellt werden, ist es nicht mehr zwingend notwendig das händische Beschriften in Normschrift zu beherrschen. Jedoch sollte man dennoch mit den Grundlagen vertraut sein, um beispielsweise bei Handskizzen ein sauberes Schriftbild zu erhalten.
Erlernt wird die Normschrift mit Hilfe von Schriftschablonen, die Durchbrüche für Buchstaben, Ziffern usw. enthalten, die dann nacheinander geschrieben werden, um die Schriftbewegung zu erlernen. Danach werden die Buchstaben freihand abgeschrieben.

## Kfz-Kennzeichen
Die Normschrift für deutsche Kfz-Kennzeichen ist die FE-Schrift. Sie löste die ältere Schrift nach DIN 1451 ab.